# محمد مؤنس عوض
محمد مؤنس عوض (5 أكتوبر 1956 م -) مؤرخ مصري ولد بمحافظة أسيوط.

## المؤهلات العلمية
- ليسانس آداب - قسم التاريخ - كلية الآداب - جامعة عين شمس - 1978 م تقدير امتياز مع مرتبة الشراف (الأول على الدفعة).
- ماجستير في الأداب - قسم تاريخ - كلية الآداب - جامعة عين شمس - 1978 م عن أطروحته «التنظيمات الدينية الإسلامية والمسيحية قي بلاد الشام عصر الحروب الصليبية قي القرنين 12-13 م/6-7 ه», عام 1984 م.
- دكتوراه في الآداب - قسم التاريخ - تخصص العصور الوسطى، وكان موضوعها «السياسة الخارجية للدولة النورية (541-569 ه/1146-1174 م)» عام 1988 م بتقدير مرتبة الشراف.

## التدرج الوظيفي
1. معيد بكلية الآداب جامعة عين شمس 1978- 1984 م
2. مدرس مساعد بكلية الآداب جامعة عين شمس 1984- 1988 م
3. مدرس بكلية الآداب جامعة عين شمس 1988- 1998 م
4. أستاذ مساعد بكلية الآداب جامعة عين شمس 1998-2004 م
5. أستاذ بكلية الآداب جامعة عين شمس منذ عام 2004 م إلى الآن
6. أستاذ بجامعة الشارقة منذ عام 2005م إلى الآن.

## الجوائز الحاصل عليها
- جائزة المجلس الأعلى لرعاية الفنون والأداب في المقال الصحفي 1975 م.
- شهادة تقدير لحصوله على لقب الطالب المثالي على مستوى كليه الأداب - جامعة عين شمس 1977 م.
- شهادة تقدير لحصولة على لقب الطالب المثالي على مستوى جامعة عين شمس عام 1978 م.
- شهادة تقدير من الجمعية المصرية للدراسات التاريخية لحصوله على تقدير امتياز بمرتبة الشرف عام 1978 م.
- شهادة تقدير من النادى العربي بالشارقة عام2014م.
- عدة شهادة تقديرية من تلفزيون الشارقة.

شهادة تقدير من جمعية طلاب الشريعة بجامعة الشارقة عام 2013م.
- جائزة نادي ابها الأدبي في مجال البحوث التاريخية عام 1993 م.
- شهادة تقدير من جامعة الامام محمد بن سعود الإسلامية - المملكة العربية السعودية عام 1997 م.
- درع جمعية خورفكان للثقافة والفنون الشعبية والتراث لإلقائه محاضرة عن إنجازات صاحب السمو الشيخ الدكتور/ سلطان بن محمد القاسمي الثقافية والعمرانية 2010 م.
- درع كلية الأداب- جامعة الشارقة في مجال البحوث العلمي عام 2012 م.
- قام تلاميذه المصريون والعرب بإصدار كتاب تكريمي له بعنوان: العصور الوسطى الأوروبية وعلاقاتها بالشرق تحرير د. محمد فوزي رحيل بالجامعة الأمريكية بالقاهرة، دار الأداب، ط.القاهرة، 2013 م.
- حاصل على درع شوامخ المؤرخين من اتحاد المؤرخين العرب بالقاهرة عام 2020 م

## عضوية الجمعيات العلمية
- عضو الجمعية المصرية للدراسات التاريخة.
- عضو اتحاد المؤرخين العرب.
- عضو الجمعية التاريخية السعودية.
- عضوية جمعية المؤرخين المغاربة.
- عضو الجمعية الجغرافية المصرية.
- مؤسس سيمنار العلاقات بين الشرق والغرب في العصور الوسطى بكلية الآداب جامعة عين شمس.
- الاشتراك في لجان الترقي، حيث انه شارك في ترقية نحو (60) من أعضاء هيئة التدريس في كل من جامعة الملك فيصل وجامعة الملك عبد العزيز بالسعودية والجامعة الأردنية بالاردن الجامعة الإسلامية بغزه إلى درجة الاستاذ المشارك ولاستاذية
- الاشتراك في منافشة الرسائل العلمية

## الإنتاج العلمي

### الكتب
1. الرحالة الأوروبيون في مملكة بيت المقدس الصليبية، 1099- 1187 م. ط. القاهرة 1991 م.
2. الجغرافيون والرحالة المسلمون في بلاد الشام زمن الحروب الصليبية، ط. القاهرة 1995 م.
3. الملك النرويجى سيجورد ودوره في دعم الحركة الصليبية 1107- 1111 م مركز بحوث الشرق الأوسط بجامعة عين شمس 1995 م.
4. الزلازل في بلاد الشام عصر الحروب الصليبية، ط. القاهرة 1996 م.
5. فصول ببليوجرافية في تاريخ الحروب الصليبية، ط. القاهرة 1996 م.
6. في الصراع الإسلامي الصليبى- معركة أرسوف 1191 م/587 هـ. ط. القاهرة 1997 م.
7. من إسهامات الطب العربي الإسلامي في العصور الوسطى، ط. القاهرة 1997 م.
8. في الصراع الإسلامي الصليبى، السياسة الخارجية للدولة النورية 1146- 1174 م، ط.القاهرة 1998 م..
9. الحروب الصليبية دراسات تاريخية ونقدية ط.لبنان 1999 م.
10. جامعات العالم الإسلامي مشكلات الواقع وآفاق المستقبل، مؤتمر معهد وحدة العالم الإسلامي_ ماليزيا عام 2008 م.
11. رحلتى إلى أبها، ط. القاهرة 1998 م.
12. الحروب الصليبية، العلاقات بين الشرق والغرب في القرنين 12، 13 م /6-7 هـ، ط. القاهرة 1999- 2000 م.
13. في النقد التاريخي، ط. القاهرة 2001 م.
14. الحروب الصليبية، السياسة- المياه- العقيدة، ط. القاهرة 2001 م.
15. سندباد في عصر الحروب الصليبية، ط. القاهرة 2002 م.
16. إغارات أسراب الجراد وأثرها في بلاد الشام، عصر الحروب الصليبية- دراسة عن المرحلة من 1114- 1159 م. ط. القاهرة 2002 م.
17. الهيئات الدينية الحربية الصليبية في بلاد الشام في القرنين 12-13 م، ط. عمان 2003 م.
18. في تاريخ العصور الوسطى (دراسات في بيزنطة- الحروب الصليبية– الأندلس)، ط. القاهرة 2003 م. (قام بتحرير الدراسة).
19. دراسات في تاريخ العلاقات بين الشرق والغرب (العصور الوسطى) ط. القاهرة 2003 م. (قام بتحرير الدراسة)
20. الرحالة الأوربيون في العصور الوسطى ط.القاهرة 2004 م.
21. كتاب بحوث في تاريخ العصور الوسطى الكتاب التذكاري لتكريم أ.د.محمود سعيد عمران، ط. الإسكندرية 2004 م.
22. الظاهر بيبرس مؤسس دولة سلاطين المماليك في مصر ط. القاهرة 2006 م.
23. من أعلام الطب في العصور الوسطى ط. القاهرة 2006 م.
24. القلاع الصليبية في بلاد الشام في القرنين 12,13. ط. القاهرة 2006 م.
25. من رحالة الشرق والغرب في العصور الوسطى، ط. القاهرة 2006 م.
26. مؤرخون مصريون رواد لمرحلة العصور الوسطى، ط.القاهرة 2006 م.
27. الإمبراطورية البيزنطية دراسات في تاريخ الأسر الحاكمة ط.القاهرة 2007 م.
28. عصر الحروب الصليبية بحوث ومقالات ط.القاهرة 2007 م.
29. مصر تروي تاريخها.ط.القاهرة 2008 م.
30. صلاح الدين الأيوبي بين التاريخ والأسطورة ط. القاهرة 2008 م.
31. علية الجنزوري مؤرخة مصرية رائدة لتاريخ العصور الوسطى، ط.القاهرة 2008 م.
32. سامحيني يا أسيوط رحلة إلى عاصمة صعيد مصر بين الزمان والمكان والكتب، ط القاهرة، 2010 م.
33. رحلتى مع ساكن القطامية، ط القاهرة، 2010 م.
34. الدولة العثمانية تاريخها وحضارتها، القاهرة، 2010 م.
35. الحروب الصليبية عرض موجز، القاهرة، 2010 م.
36. الحروب الصليبية، دراسات في التاريخ المقارن، القاهرة، 2010 م.
37. أضواء علي تاريخ الحروب الصليبية، رام الله، 2011.
38. المماليك، تاريخهم وحضارتهم، القاهرة، 2011 م.
39. رحلة إلى صلاح الدين الايوبي، القاهرة، 2011 م.
40. في رحاب الحضارة الإسلامية، في العصور الوسطى، القاهرة، 2011 م.
41. دراسات في تاريخ العصور الوسطى، كتاب تذكاري لتكريم أ.د/ عفاف صبرة، القاهرة 2013 م (تحرير).
42. بحوث ودراسات في تاريخ العصور الوسطى، كتاب تكريمي للمؤرخة الراحلة أ.د/ علية الجنزوري، القاهرة 2013 م. (تحرير)
43. بحوث في تاريخ العصور الوسطى، كتاب تكريمي أ.د زبيدة عطا، القاهرة 2013، (تحرير)
44. أضواء جديدة علي الحروب الصليبية، رام الله، 2011 م.
45. صلاح الدين الأيوبي 1138-1193 م فارس عصر الحروب الصليبية، ط القاهرة، 2012 م.
46. قالوا عن صلاح الدين الأيوبي، شهادات من الشرق والغرب، ط القاهرة، 2013 م.
47. ثورة ضمير مصر الخالدة، ط القاهرة، 2012 م.
48. الإسلام نور وهداية، ط. القاهرة 2012 م.
49. تونس الخضراء تروي تاريخها (تحت الطبع)
50. من أعلام عصر الحروب الصليبية، القاهرة، 2013 م.
51. تاريخ الصليبيات، الصراع العالمي في العصور الوسطى، القاهرة، 2011 م.
52. فلسطين تروي تاريخها، رام الله، 2011 م.
53. صلاح الدين الايوبي فارس عصر الحروب الصليبية، آراء وتصورات، القدس،2013 م.
54. الحروب الصليبية، دراسات ببلوجرافية، القاهرة، 2013 م.
55. أضواء على ببلوجرافيا تاريخ الحروب الصليبية، القاهرة، 2013 م.
56. مصر والعبور إلى الكرامة 6 أكتوبر 1973 ط القاهرة 2013 م.
57. مائة كتاب عن صلاح الدين الأيوبي عرض ونقد، القاهرة، 2014م.
58. صلاح الدين الأيوبي دليل ببلوجرافي، رام الله، 2014م.
59. دفاع عن صلاح الدين ضد مهاجميه علي شبكة الإنترنت، القاهرة، 2014م.
60. الحروب الصليبية، حركة الاستعمار الأوربي في العصور الوسطى، كتاب تذكاري لتكريم أ.د. اسحق عبيد، القاهرة، 2014م.
61. عرفت هؤلاء، (تحت الطبع).
62. رحلتى إلى الشارقة (تحت الطبع).
63. الحروب الصليبية في مؤلفات المؤرخين المصريين المحدثين، القاهرة 2016.
64. الحروب الصليبية في مؤلفات المؤرخين العرب المحدثين القاهرة 2016.
65. الحروب الصليبية في مؤلفات المؤرخين الاوربيين المحدثين، القاهرة 2016.
66. المؤرخ الصليبي وليم الصوري (ت 1186م) بين رؤيتين عربية وغربية، تحرير أ. د. محمد مؤنس عوض مع د. هنادي السيد محمود، القاهرة، 2017م.
67. خطاب البابا أوربان الثاني في كليرمون 1095م دراسات وبحوث تحرير أ. د. محمد مؤنس عوض مع د. هنادي السيد محمود، القاهرة، 2017م.
68. مواطنون أقباط مبدعون عشقوا أمهم مصر، القاهرة، 2017م.
69. رحلتي مع صلاح الدين الأيوبي 1138-1193م قطرات من شلالات الذاكرة، الشارقة، 2017م.
70. التاريخ امرأة- دراسة لعصر صلاح الدين الأيوبي (1138-1193م) (تحت الطبع).
71. صلاح الدين الأيوبى (1138- 1193 م) في الموسوعات العربية والغربية، نور حوران،  ط. دمشق 2019 م.
72. صلاح الدين الأيوبى (1138- 1193 م) انكسارات وانتصارات نور حوران ط دمشق 2019 م.
73. شموس مشرقة في سماء الشارقة، نور حوران، ط. دمشق 2019 م.
74. بحوث تاريخية عبر العصور  كتاب تكريمى للأستاذ الدكتور جاد طه العميد الأسبق لكلية الآداب جامعة عين شمس، دار الأداب، ط. القاهرة 2019 م.
75. من التاريخ العالمى لصلاح الدين الأيوبى (1138- 1193 م) دراسة لمؤلفات المؤرخين الغربيين المحدثين،  جامعة الشارقة، ط. الشارقة 2020 م.
76. مسلمون وصليبيون وبيزنطيون دراسات مهداة إلى الأستاذ الدكتور حسن عبد الوهاب بآداب جامعة الإسكندرية، دار الآداب، ط. القاهرة 2020م.
77. الحروب الصليبية صراع البحر والنهر، نور حوران، دمشق 2020م.
78. مسلمون وصليبيون وبيزنطيون دراسات مهداة إلى أ.د. حسن عبد الوهاب أستاذ العصور الوسطى بآداب جامعة الإسكندرية، ط. القاهرة 2020م.
79. مصر تروي قصة سلطان الوفاء الشيخ الدكتور سلطان القاسمي، نور حوران، ط. دمشق 2020م.
80. صلاح الدين الأيوبى (1138- 1193 م) أيام فارقة لها تاريخ، دار الآداب، د. القاهرة 2020م.
81. الحروب الصليبية خلال وثائق الجنيزة اليهودية، نور حوران، ط. دمشق 2020م.
82. صلاح الدين الأيوبى (1138- 1193 م) أيام فارقة لها تاريخ، دار الآداب، د. القاهرة 2020م.
83. عشقتك يا مصر - سيرة ذاتية، الهيئة المصرية العامة للكتاب، ط. القاهرة 2021 م.
84. بحوث في تاريخ العلاقات بين الشرق والغرب مهداة إلى أ.د. حامد غانم زيان، دار الآداب، ط. القاهرة 2021م.
85. بحوث ودراسات تاريخية مهداة إلى أ.د. إسماعيل البشري مدير جامعة الجوف، دار الآداب، ط. القاهرة 2021م.
86. بحوث ودراسات تاريخية مهداة إلى أ.د. سعيد آل عمر مدير جامعة الحدود الشمالية، دار الآداب، ط. القاهرة 2021م.
87. دراسات في تاريخ الحروب الصليبية، معهد التراث بالشارقة،  ط. الشارقة 2021.
88. صلاح الدين الأيوبى (1138 – 1193م) خواطر مؤرخ، تحت الطبع.
89. دفاعا عن صلاح الدين ضد مهاجميه على شبكة الإنترنت، تحت الطبع.
90. حياتى في الشارقة قطرات من نهر الذكريات، تحت الطبع.
91. أم كلثوم أسطورة الغناء العربى وقيثارة الخلود، دار الآداب  ط. القاهرة 2020 م.
92. عاشق التاريخ دراسات وبحوث مهداة إلى الاستاذ الدكتور اشرف مؤنس بالاشتراك مع هنادى السيد محمود مكتبة الاداب ط القاهرة 2021م
93. بحوث في تاريخ الحروب الصليبية معهد الشارقة للتراث ط الشارقة 2022م
94. حياتى في الشارقة قطرات من نهر الذكريات نور حوران دمشق 2021 م

### بحوث مطبوعة باللغة الإنجليزية
1-     Highlights on Medical Contribution of Maimonides during the Ayyubid rule in  Egypt. in: M. E. R. J., vol. 12, March 2003.
2-     Spotlights on the Problematic Study of Saladin's History (1138- 1193 A.D),Ilkogretim Online - Elementary Education Online, 2021; Vol 20 (Issue 5): pp. 6141-6147
3-     New Spotlights on the Problematic study of the history of Nur AL-Deen Mahmoud (1146 -1174 A.D), Journal of Legal, Ethical and Regulatory Issues, Volume 24, Special Issue 1, 2021.

### البحوث
1- البستان الجامع مصدراً لتاريخ الإسماعيلية النزارية في بلاد الشام في القرن 6 هـ/ 12 م، ط القاهرة 1982 م.
2- ببليوجرافية الحروب الصليبية – المراجع العربية والمعربة ندوة التاريخ الإسلامي والوسيط، المجلد الثالث 1985 م.
3- المواجهة السنية الشيعية في بلاد الشام في القرن 6 ه / 12 م من خلال رحلة ابن جبير – ندوة العرب وآسيا، جامعة القاهرة أبريل 1989 م.
4- تاريخ الطب العربي ومكانة عبد اللطيف البغدادي فيه، بحث في مؤتمر تاريخ العلوم عند العرب – سوريا، الرقة 1991 م
5- الأسواق التجارية في عهد الدولة النورية، مجلة الدارة السنة (16) العدد 3 عام 1411 هـ.
6_ وليم الصورى مؤرخا للقلاع الجنوبية لمملكة بيت المقدس الصليبية 1137- 1154 م مركز بحوث الشرق الأوسط بجامعة عين شمس 1995 م.
7_ أضواء على الطب في المناطق الصليبية 1098- 1174 م مركز بحوث الشرق الأوسط بجامعة عين شمس 1995 م.
8- العظيمي الحلبي مصدراً لتاريخ بلاد الشام عصر الحروب الصليبية، مركز بحوث الشرق الأوسط – جامعة عين شمس عام 1998 م
9- دراسة نقدية لرسالة السيوطى كشف الصلصلة عن وصف الزلزلة.ط.القاهرة 1998 م
10- أضواء على مستعمرة البيرة الصليبية. مركز بحوث الشرق الأوسط بجامعة عين شمس 2002 م.
11 - الأسماك في بلاد الشام عصر الحروب الصليبية- دراسة في التاريخ الاقتصادى والاجتماعى. ط. القاهرة 2002 م.
12- الاضطهادات الصليبية لليهود في حوض الراين بألمانيا عام 1097 م. دراسة تطبيقية على حولية الربى أليعازر بار ناتان. مركز بحوث الشرق الأوسط بجامعة عين شمس 2002
13- عوامل إخفاق المشروع الصليبى على الشرق الأدنى في أخرى ات القرن 13 م /7 هـ، مركز بحوث الشرق الأوسط بجامعة عين شمس 2002 م.
14_ دور عنصر المياه في تاريخ الصليبيين من 1098- 1187 م، مركز بحوث الشرق الأوسط بجامعة عين شمس 2002 م.
15- أضواء على تاريخ موارنة لبنان عصر الحروب الصليبية ضمن كتاب بحوث في تاريخ العصور الوسطى تكريما للأستاذ الدكتور قاسم عبده قاسم، ط القاهرة 2004 م.
16- عادل غنيم، نهر العطاء المتجدد. ضمن الكتاب التذكاري لتكريمه. ط.القاهرة 2004 م.
17_ حسن حبشي مؤرخاً رائداً للعصور الوسطى " سمنار العلاقات بين الشرق والغرب في العصور الوسطى كلية الآداب – جامعة عين شمس عام 2005 م.
18_ أحمد فؤاد سيد مؤرخاً لمصر الإسلامية سمنار العلاقات بين الشرق والغرب في العصور الوسطى كلية الآداب – جامعة عين شمس 2005 م.
19_ فصول من تاريخ الحروب الصليبية لسيتون بالاشتراك مع د.سعيد البيشاوي. ط. عمان 2005 م
20_ الحروب الصليبية حاجز بين الشرق والغرب في العصور الوسطى ونتائجها – مؤتمر معهد وحدة العالم الإسلامي – ماليزيا عالم 2006 م
21_ «الدور النضالي للمرأة الفلسطينية في مواجهة العدوان الصهيوني» مؤتمر معهد وحدة العالم الإسلامي- ماليزيا عام 2007 م
22_ 820 عاماً على معركة حطين- المنبر الجامعي العدد (48) مايو 2007 م
23_ انتشار الإسلام في صفوف الصليبيين في بلاد الشام بين القرنين 12، 13 م- المنبر الجامعي العدد (49) سبتمبر 2007
24_ صلاح الدين الأيوبي والحملة الصليبية الثالثة – المنبر الجامعي نوفمبر 2007 م
25_ (1171-1204 م) مرحلة حاسمة في تاريخ الحروب الصليبية شرقي البحر المتوسط وشرقي أوروبا. ندوة العرب والتحديات الخارجية عبر العصور – كلية الآداب-جامعة القاهرة 2007 م.
26- صلاح الدين الايوبي والحملة الصليبية الثالثة، المنبر الجامعي نوفمبر 2007 م.
27_ النقد الاجتماعي من خلال كتابات وليم الصوري أبو شامه المقدسي، دراسة في التاريخ المقارن لعصر الحروب الصليبية ندوة اتحاد المؤرخين العرب عن دراسات التاريخ الاجتماعي للوطن العربي عبر العصور. القاهرة 2008 م
28_ جامعات العالم الإسلامي مشكلات الواقع وآفاق المستقبل مؤتمر معهد وحدة العالم الإسلامي- ماليزيا عام 2008 م
29_ فكرة الجهاد الإسلامي في بلاد الشام عصر الحروب الصليبية.
30- الصليبيون يتعلمون الطب العربي في بلاد الشام في القرن 12 م (المنبر الجامعي عدد فبراير 2008 م).
31- مؤرخ إسرائيلي يعترف بالمذابح الإسرائيلية ضد الفلسطينيين عام 1948 م، المنبر الجامعي، عدد فبراير 2008 م.
32_ موقف المؤرخين الأقباط من الحركة الصليبية- نماذج مختارة مجلة مركز بحوث الشرق الأوسط – جامعة عين شمس عدد مارس 2008 م.
33_ رحلتا ابن جبير (1217 ت) وبوركها رد من جبل صهيون (ت بعد 1283 م) في بلاد الشام – دراسة مقارنة مجلة مركز بحوث الشرق الأوسط – عين شمس عدد مارس 2008 م
34- 60 عاما على سرقة فلسطين والجريمة لا تزال مستمرة – المنبر الجامعي، عدد سبتمبر 2008 م.
35- القرنان الثاني عشر والثالث عشر الميلاديين في تاريخ الصليبيين في الشرق – اتفاقات واختلافات، مجلة مركز بحوث الشرق الأوسط، جامعة عين شمس، العدد (24)، مارس 2009م.
36- بلدوين الأول (1100-1118م) وصلاح الدين الأيوبي (1171-1193م) دراسة مقارنة، مجلة مركز بحوث الشرق الأوسط، جامعة عين شمس، العدد (24)، مارس 2009م.
37_ الحروب الصليبية كحركة استعمارية ودراسة لرؤية جمال حمدان (1928-1995), مجلة بحوث الشرق الأوسط، العدد 27, سبتمبر 2009.
38_ رءوف عباس (1939-2008 م) فارس بورسعيد يترجل من جواده للابد ضمن الكتاب التذكاري التكريمي الصادر عن الجمعية التاريخية المصرية، ط.القاهرة 2009 م.
39_ وصية صلاح الدين الأيوبي (ت1193 م) لابنه الظاهر غازي -دراسة تحليلية. مجلة بحوث الشرق الأوسط- مركز بحوث لشرق الأوسط- جامعة عين شمس عدد سبتمبر 2009 م.
40_ صلح الرملة 1192 واتفاقية يافا 1229 م دراسة مقارنة في التاريخ الدبلوماسي للدولة الأيوبية. بحث معد للاشتراك به في مؤتمر اتحاد المؤرخين العرب 2009 م بالقاهرة.
42_ نور الدين محمود (1146-1174 م) بطل من عصر الحروب الصليبية" مجلة الوعي التاريخي العدد (5), مارس 2009 م.
43_ ليلي عبد الجواد مؤرخة مصرية رائدة لتاريخ العصور الوسطى. الحفل التأبيني 14/3/2009 م بجامعة القاهرة.
44_ عرض كتاب محمد المقدم: الاغتيالات في بلاد الشام والجزيرة زمن الحروب الصليبية، ط.القاهرة 2009 م، الوعي التاريخي العدد (6) أبريل 2009 م.
45- عرض كتاب صفاء عثمان: مملكة بيت المقدس الصليبية في عهد الملك بلدوين الثاني (1118-1131 م). ط.القاهرة 2008 م، الوعي التاريخي العدد (6) أبريل 2009 م.
46- الفندلاوي والحلحولي بطلان شعبيان في عصر الحروب الصليبية. ضمن الكتاب التذكاري لتكريم أ.د. حسنين ربيع، ط.القاهرة 2009 م.
47_ حسام الدين لؤلؤ قائد بحري من العصر الايوبي- دراسة لدوره في عصر الحروب الصليبية.
48- المفكر الفلسطيني أنيس صايغ، (1931-2009 م) «وداعاً»، مجلة الوعي التاريخي، عدد 10، يناير 2010 م.
49- مهمشمون من عصر الحروب الصليبية، مجلة الوعي التاريخي، (عدد 10، فبراير 2010 م).
50- من أعلام المؤرخين، شاكر مصطفى (1912-2010 م)مجلة الوعي التاريخي، عدد 10، فبراير 2010 م.
51- المؤرخ الفلسطيني أ.د. محمد عيسى صالحية، (1941- 2010 م) «في ذمة الله»، مجلة الوعي التاريخي، عدد 10، فبراير 2010 م.
52- أضواء على الإسهام الطبي لموسى بن ميمون (1135-1204م)، مجلة مركز بحوث الشرق الأوسط، جامعة عين شمس، العدد (26)، مارس 2010م.
53- أ.د. علية عبد السميع الجنزوري مؤرخة مصصرية رائدة لتاريخ العصور الوسطى، مجلة مركز بحوث الشرق الأوسط، جامعة عين شمس، العدد (26)، مارس 2010م.
54- مذابح الصليبيين ضد المسلمين في بلاد الشام ما بين عامي 1098-1191 م، نماذج مختارة، مجلة مركز بحوث الشرق الأوسط، سبتمبر 2010 م.
55- كسوف الشمس عام 1124 م دراسة لظاهرو فلكية فب تاريخ الصليبيين، مجلة مركز بحوث الشرق الأوسط، سبتمبر، 2010 م.
56_ الحروب الصليبية كحركة استعمارية دراسة لرؤية جمال حمدان (1928-1995 م) مجلة بحوث الشرق الأوسط، العدد (27), سبتمبر 2010 م.
57_ رؤية مارونية لتاريخ الحروب الصليبية في بلاد الشام في القرنين 12-13 م، مجلة بحوث الشرق الأوسط العدد (27) سبتمبر 2010 م.
58- المفكر العربي أ.د فؤاد زكريا، ندوة فؤاد زكريا، مؤسسة سلطان العويس، دبي 21-22 9/2010 م.
59- سلاح المعلومات ودوره في تاريخ الصليبيين خلال المرحلة من 1095 إلى 1187م، مجلة مركز بحوث الشرق الأوسط، جامعة عين شمس، العدد (28)، مارس 2011م.
60- الصليبيون والطب الإسلامي – دراسة لأثر كتاب كامل الصناعة الطبية لعلي بن عباس المجوسي، مجلة مركز بحوث الشرق الأوسط، جامعة عين شمس، العدد (28)، مارس 2011م.
61- الأحلام ودورها في تاريخ الصليبيين في بلاد الشام خلال المرحلة ما بين عامي 1098-1212 م، مجلة مركز بحوث الشرق الأوسط، مارس 2012 م.
62 - صلاح الدين الأيوبي ببلوجرافيا كرونولوجية (1902- 2011 م) مجلة مركز بحوث الشرق الأوسط، مارس 2012 م.
63 - المشكلات التي واجهت الصليبيين في بلاد الشام في القرنين 12، 13 وانعكاساتها على الصراع العربي الإسرائيلي، مجلة مركز بحوث الشرق الأوسط، سبتمبر 2012 م.
64- المشكلات التي واجهت الصليبيين في بلاد الشام في القرنين 12و13م وانعكاساتها على الصراع العربي- الإسرائيلي، مجلة مركز بحوث الشرق الأوسط، جامعة عين شمس، العدد (31)، سبتمبر 2012م.
65- الرها عيذاب تونس أقصى حدود التوسعات الصليبية خلال المرحلة ما بين 1097- 1291 م، مجلة مركز بحوث الشرق الأوسط، سبتمبر، 2012 م.
66- مذابح الصليبيين في ألمانيا وبلاد الشام ومصر 1096-1191 م، المنبر الجامعي، 2012 م.
67- صلاح الدين الايوبي وادارته للزمن في الصراع مع الصليبيين 1170-1192 م، المنبر الجامعي، 2012 م.
68- صلاح الدين الايوبي، قائدا كارزميا من عصر الحروب الصليبية، المنبر الجامعي، 2012 م.
69- رفول بنت ابي الجيش فتاة شامية عفيفة من عصر الحروب الصليبية، المنبر الجامعي، 2012 م.
70- نقش باب الشاغور بدمشق عام 1154 م مصدراً لتاريخ عصر الحروب الصليبية، مجلة مركز بحوث الشرق الأوسط، مارس 2013 م.
71- نور الدين محمود (1146-1174م) عرض ببليوغرافي عن المرحلة من 1945- 2012م، مجلة مركز بحوث الشرق الأوسط، جامعة عين شمس، العدد (33)، سبتمبر 2013م.
72- الكتابة النسوية لتاريخ الحروب الصليبية، تقرير ببلوجرافي عن إسهام الؤرخات المصريات فيما بين 1999-2012، مجلة بحوث الشرق الأوسط، 2013.
73- من وثائق الجنيزة اليهودية عصر الحروب الصليبية – رسالة موسى بن ميمون (ت1204م) إلى صمويل بن طيبون (ت1230م)، مجلة مركز بحوث الشرق الأوسط، جامعة عين شمس، العدد (34)، مارس 2014م.
74- موسوعة تاريخ الحروب الصليبي، عرض نقدي، مجلة بحوث الشرق الأوسط، 2014 م.
75- معاقون من عصر الحروب الصليبية، صلاح الدين الأيوبي نموذجاً، مجلة بحوث الشرق الأوسط، 2014 م.
76- صلاح الدين الأيوبي قائداً كارزمياً من عصر الحروب الصليبية، مجلة بحوث الشرق الأوسط، 2015 م.
77- ناقدوا صلاح الدين الأيوبي، مجلة بحوث الشرق الأوسط، 2015 م.
78- التاريخ المرضى لصلاح الدين، مجلة مركز بحوث الشرق الأوسط، 2015 م.
79- نقد رؤية المؤرخ البريطاني السير ستيفن رنسيمان التقويمية للحروب الصليبية، مجلة مركز بحوث الشرق الأوسط، جامعة عين شمس، العدد (37)، مارس 2015م.
80- صلاح الدين الأيوبي (1171-1193م) اتهامات وردود، مجلة مركز بحوث الشرق الأوسط، جامعة عين شمس، العدد (37)، مارس 2015م.
81- العدوان الصليبي على الحجاز في العصر الأيوبي، أضواء جديدة على حملة عام 1113 م، مجلة مركز بحوث الشرق الأوسط، 2016 م.
82- معركتا ميرياكيفالوم 1176 م، وتل الجزر 1177 م، هزيمتان أيوبية وبيزنطية دراسة مقارنة، مجلة مركز بحوث الشرق الأوسط، 2016 م.
83- الفصل التاسع عشر XIX من تاريخ الأعمال Historia Rerum للمؤرخ الصليبي وليم الصوري (ت 1186م) ترجمة ودراسة، مجلة مركز بحوث الشرق الأوسط، جامعة عين شمس، العدد (38)، مارس 2016م.
84- عيسى العوام (ت ما بين 20-30 أغسطس 1190م) فدائي بحري من العصر الأيوبي أضواء جديدة، مجلة مركز بحوث الشرق الأوسط، جامعة عين شمس، العدد (39)، سبتمبر 2016م.
85- البابا أوربان الثاني (ت1099م) والفقيه علي بن طاهر السلمي (ت1106م) دراسة مقارنة من عصر الحروب الصليبية، مجلة مركز بحوث الشرق الأوسط، جامعة عين شمس، العدد (39)، سبتمبر 2016م.
86- تعريف بالمؤرخ الإسرائيلي يوشع براور ت 1990م، مجلة مركز بحوث الشرق الأوسط، 2017م.
87- المؤرخ الإسرائيلي بنيامين كيدار ومؤلفاته عن الحروب الصليبي، مجلة مركز بحوث الشرق الأوسط، 2017م.
88- المؤرخ أريه جرابوه، ومؤلفاته في التاريخ الأوربي، مجلة مركز بحوث الشرق الأوسط، 2017م.
89- ثلاث مؤرخات بريطانيات للحروب الصليبية - روزالين هيل وكارول هلدبراند وسوزان إدنجتون-، مجلة مركز بحوث الشرق الأوسط، 2017م.
90- أ.د/ حسن حبشي 1915-2005م مؤرخاً لعصر الحروب الصليبية، مجلة بحوث الشرق، العدد 44، مارس 2017م.
91- أ.د.إسحق عبيد مؤرخاً للحروب الصليبية – مجلة بحوث الشرق الأوسط- جامعة عين شمس –عدد سبتمر 2017م.
92- أ.د. جوزيف نسيم يوسف (1925-1993م) مؤرخاً للحروب الصليبية – مجلة بحوث الشرق الأوسط- جامعة عين شمس –عدد سبتمر 2017م.
93- أ.د. عمر كمال توفيق (1923- 1988م) مؤرخاً للحروب الصليبية – مجلة بحوث الشرق الأوسط- جامعة عين شمس –عدد يونيو 2017م.
94- أ.د. محمد مصطفى زيادة (1900- 1968م) مؤرخاً للحروب الصليبية – مجلة بحوث الشرق الأوسط- جامعة عين شمس –عدد يونيو 2017م.
95- نظير حسان سعداوي 1914-1968م مؤرخاً لعصر الحروب الصليبية، مجلة بحوث الشرق، العدد 45، مارس 2018م.
96- أ.د/ سعيد عبد الفتاح عاشور 1928-2009م مؤرخاً لعصر الحروب الصليبية، مجلة بحوث الشرق، العدد 46، يوليو 2018م.
98- سعيد عاشور مؤرخًا للحروب الصليبية، مجلة مركز بحوث الشرق الأوسط، جامعة عين شمس، العدد (46)، عام 2018م.
99- نيكيتا إليسيف مؤرخًا للحروب الصليبية، مجلة مركز بحوث الشرق الأوسط، جامعة عين شمس، العدد (50)، عام 2019م.
100- رسالة الأمير المصري في سجون الصلييبيين بنابلس (177-1186م) إلى أهله بالفسطاط من خلال وثائق الجنيزة، مجلة مركز بحوث الشرق الأوسط، جامعة عين شمس، العدد (50)، عام 2019م.
101- المجامع الكنسية في الغرب الأوروبي خلال الملحة من 1095-1312م) المؤرخ المصري، جامعة القاهرة، العدد (54)، يناير 2019م.
102- أضواء على عهد الملك الدنماركي إيريك الأول (1095-1103م)، المؤرخ المصري، جامعة القاهرة، العدد (54)، يوليو عام 2019م.
103- فيليب حتي مؤرخًا للحروب الصليبية، مجلة مركز بحوث الشرق الأوسط، جامعة عين شمس، العدد (48)، عام 2019م.
104- ميخائيل زابوروف  (1909-1991م) مؤرخًا  للحروب الصليبية، مجلة مركز بحوث الشرق الأوسط، جامعة عين شمس، العدد (48) سبتمبر عام 2019م.
105- جيمس ستون الابن مؤرخًا للحروب الصليبية، مجلة مركز بحوث الشرق الأوسط، جامعة عين شمس، العدد (48)، عام 2019م.
106- الصراع بين البحر والنهر «نظرية جديدة لدراسة تاريخ الصليبيين في الشرق»، مجلة كلية الآداب، جامعة أسيوط، العدد (96)، عام 2019م.
107- فرانشيسكو جابريللي مؤرخًا لصلاح الدين الأيوبي، مجلة مركز بحوث الشرق الأوسط، جامعة عين شمس، العدد (52)، نوفمبرعام  2019م.
108- يوشع براور (1917-1990م) مؤرخًا لصلاح الدين الأيوبي، مجلة مركز بحوث الشرق الأوسط، جامعة عين شمس، العدد (53)، ينايرعام  2020م.
109- كلود كاهن (1909-1991م)  مؤرخًا للحروب الصليبية، مجلة مركز بحوث الشرق الأوسط، جامعة عين شمس، العدد (54)، مارس عام  2020م.
110- ميخائيل أماري (1806-1881م) مؤرخًا لصلاح الدين الأيوبي، مجلة مركز بحوث الشرق الأوسط، جامعة عين شمس، العدد (55)، مايو عام 2020م.
111- رينييه جروسيه (1885-1952م) مؤرخًا لصلاح الدين الأيوبي، مجلة مركز بحوث الشرق الأوسط، جامعة عين شمس، العدد (56)، يوليو عام 2020م.
112- أضواء على مذبحة بيت المقدس 15-25 يوليو 1099م من خلال وثائق الجنيزة اليهودية، مجلة مركز بحوث الشرق الأوسط، جامعة عين شمس، العدد (58)، يوليو عام  2020م.
113- ب. ه. نيوباي مؤرخا لصلاح الدين الأيوبي (1183-1193م) مجلة مركز بحوث الشرق الأوسط، جامعة عين شمس، العدد (57)، عام  2021م.
114- المواجهة الدموية بين الصوفية والرهبان الفرسان الصليبيين في الحجاز وفلسطين خلال الفترة من 1183-1187م، مجلة مركز بحوث الشرق الأوسط، جامعة عين شمس، العدد (60)، يناير عام  2021م.
115- فجوة الأجيال بين الصليبيين والمسلمين في بلاد الشام (1174-1229م)، مجلة المؤرخ المصري، جامعة القاهرة، العدد (58)، يناير عام 2021م.
117- نقد رؤية حسن الأمين لصلاح الدين الأيوبي (1138-1193م) مجلة المؤرخ المصري، جامعة القاهرة، العدد (59)، يوليو عام  2021م.
118- صلاح الدين الأيوبي (1138-1193م) في كتابات المؤرخات الفلسطينيات: نماذج مختارة، مجلة مركز بحوث الشرق الأوسط، جامعة عين شمس، العدد (62)، عام  2021م.
119- صلاح الدين الأيوبي (1138-1193م) في كتابات المؤرخات المصريات - نماذج مختارة، مجلة مركز بحوث الشرق الأوسط، جامعة عين شمس، العدد (64)، نوفمبر عام  2021م.
120- رؤية عباس محمود العقاد (1889-1964م) لصلاح الدين الأيوبي (1138-1193م)، مجلة مركز بحوث الشرق الأوسط، جامعة عين شمس، العدد (61)، أبريل عام  2022م.
121- صلاح الدين الأيوبي (1138-1193م) في رؤية المؤرخين الأقباط المحدثين: نماذج مختارة، مجلة مركز بحوث الشرق الأوسط، جامعة عين شمس، العدد (63)، أكتوبرعام  2022م.
122- صلاح الدين الأيوبي (1138-1193م) في كتابات المؤرخات الإماراتيات: نماذج مختارة، مجلة مركز بحوث الشرق الأوسط، جامعة عين شمس، العدد (65)، عام  2022م.
123- رؤية هندية لتاريخ الحروب الصليبية خلال المرحلة (1095-1193م)، مجلة مركز بحوث الشرق الأوسط، جامعة عين شمس، العدد (66)، يناير 2022م.
124- الحروب الصليبية في كتابات المؤرخين الإماراتيين - نماذج مختارة، مجلة مركز بحوث الشرق الأوسط، جامعة عين شمس، العدد (71)، فبراير 2022م.
125- الحروب الصليبية في كتابات المؤرخين الجزائريين - نماذج مختارة، مجلة مركز بحوث الشرق الأوسط، جامعة عين شمس، العدد (72)، مارس 2022م.
126- صلاح الدين الأيوبي (1138-1193م) في كتابات المؤرخ الجزائري عواد المنور، مجلة مركز بحوث الشرق الأوسط، جامعة عين شمس، العدد (73)، مارس عام  2022م.
127- نقد رؤية المؤرخ الكوري بارك- جونغ- سايو لصلاح الدين الأيوبي (1138-1193م)، مجلة مركز بحوث الشرق الأوسط، جامعة عين شمس، العدد (74)، أبريل عام  2022م.
128- صورة صلاح الدين الأيوبي (1138-1193م) لدى المؤرخ الصيني جيانغ – سو – إيل، مجلة مركز بحوث الشرق الأوسط، جامعة عين شمس، العدد (75)، مايو عام  2022م.
129- المستشرقون وترجمة القرآن الكريم، مجلة وقائع تاريخية، العدد 36 يناير 2022م.